# Testudinaria quadripunctata
Testudinaria quadripunctata är en spindelart som beskrevs av Władysław Taczanowski 1879. Testudinaria quadripunctata ingår i släktet Testudinaria och familjen hjulspindlar. Inga underarter finns listade i Catalogue of Life.